# Valdai, Novgorod
Valdai (rusă Валда́й) este un oraș în partea de est a Rusiei, în Regiunea Novgorod, în podișul omonim, pe malul vestic al lacului Valdai. Atestat documentar din secolul al XV-lea (1495), este declarat oraș în anul 1770, în timpul împărătesei Ecaterina a II-a a Rusiei.